# 電撃パラダイス
電撃パラダイス ゲームミュージックカウントダウン（でんげきパラダイス ゲームミュージックカウントダウン）は、1994年4月2日から1995年12月24日まで、日曜深夜帯にTOKYO FMで放送されていたゲームミュージック専門のラジオ番組。提供はメディアワークス（アナウンスでは同社の雑誌『電撃王』だった）。

## 概要
パーソナリティは皆口裕子が務め、前述の通りゲームミュージックのトップ10を毎週発表していた。また、本番組と提供先の雑誌『電撃王』でも連動で記事が掲載されていた。
当時、家庭用ゲームロム媒体にCD-ROMが取り入れられる過度期で、それに伴いこれまでの内蔵音源によるチープなBGMの他、主題歌やキャラクターソングなどを収録した関連CDも多く発売され、ゲームミュージックという一つのジャンルが確立されつつあったのを受け、New Recommendation、New Release Check it out、Request Coountdownなど、様々な形式でゲームミュージックを流したほか、葉山宏治やゲーマデリックなど当時の人気サウンドクリエイターをスタジオに招き、時にはその場で生演奏をしてしまう事もあった。
また、番組内のCMも電撃文庫などメディアワークス関連のほか、SNK（当時）などのテレビゲームメーカーのCMも数社放送していたこともある。
| スタブアイコン | サブスタブ | この項目は、まだ閲覧者の調べものの参照としては役立たない、ラジオ番組に関連した書きかけの項目です。この項目を加筆・訂正などしてくださる協力者を求めています（P:ラジオ/PJ:放送番組）。 |